# Alto do Rodrigues
Alto do Rodrigues este un oraș în Rio Grande do Norte (RN), Brazilia.